# Рейзлін Ігор Дмитрович
І́гор Дми́трович Ре́йзлін (нар. 7 лютого 1984) — український фехтувальник на шпагах, бронзовий призер Олімпійських ігор 2020 року (Токіо, 2021), бронзовий призер чемпіонату світу та срібний призер чемпіонату Європи.

## Життєпис
Народився в Бендерах в сім'ї тренерів з фехтування. Його батько Дмитро Рейзлін (майстер спорту СРСР, заслужений тренер України) став особистим тренером Ігоря. Фехтуванням хлопець почав займатись із восьми років, уже на той час перебуваючи в Ізмаїлі Одеської області.
Закінчив Національний університет фізичного виховання та спорту України.
Тренує Ігоря його батько Дмитро Рейзлін.

### Родина
Одружений, має двох синів.

### Кар'єра
25 липня 2021 найвищим досягненням Ігора стала бронзова медаль на XXIII літній Олімпіаді в Токіо, де Рейзлін переміг італійця Андреа Сантареллі з рахунком 15:12.
До цього була бронзова медаль в індивідуальній першості на чемпіонаті світу 2019 року, який проходив у Будапешті. У півфіналі змагання він програв російському фехтувальнику Сергію Біді.

## Медальна статистика
Особисті медалі
| Сезон   | Дата              | Місце проведення                   | Турнір           | Результат |
| ------- | ----------------- | ---------------------------------- | ---------------- | --------- |
| 2003/04 | 14 лютого 2004    | Братислава, Словаччина             | Кубок світу      | Бронза    |
| 2008/09 | 27 березня 2009   | Гайденгайм-ан-дер-Бренц, Німеччина | Кубок світу      | Бронза    |
| 2017/18 | 27 жовтня 2017    | Берн, Швейцарія                    | Кубок світу      | Бронза    |
| 2018/19 | 16 липня 2019     | Будапешт, Угорщина                 | Чемпіонат світу  | Бронза    |
| 2019/20 | 22 листопада 2019 | Берн, Швейцарія                    | Кубок світу      | Золото    |
| 2019/20 | 6 березня 2020    | Будапешт, Угорщина                 | Гран-прі         | Бронза    |
| 2020/21 | 19 березня 2021   | Казань, Росія                      | Кубок світу      | Золото    |
| 2020/21 | 25 липня 2021     | Токіо, Японія                      | Олімпійські ігри | Бронза    |
| 2021/22 | 11 лютого 2022    | Сочі, Росія                        | Кубок світу      | Бронза    |
| 2021/22 | 27 травня 2022    | Тбілісі, Грузія                    | Кубок світу      | Бронза    |
| 2021/22 | 19 липня 2022     | Каїр, Єгипет                       | Чемпіонат світу  | Бронза    |

Командні медалі
| Сезон   | Дата              | Місце проведення   | Турнір           | Результат |
| ------- | ----------------- | ------------------ | ---------------- | --------- |
| 2009/10 | 22 липня 2010     | Лейпциг, Німеччина | Чемпіонат Європи | Срібло    |
| 2017/18 | 13 травня 2018    | Париж, Франція     | Кубок світу      | Бронза    |
| 2018/19 | 22 липня 2019     | Будапешт, Угорщина | Чемпіонат світу  | Срібло    |
| 2019/20 | 24 листопада 2019 | Берн, Швейцарія    | Кубок світу      | Бронза    |
| 2020/21 | 21 березня 2021   | Казань, Росія      | Кубок світу      | Срібло    |
| 2021/22 | 13 лютого 2022    | Сочі, Росія        | Кубок світу      | Срібло    |
| 2021/22 | 17 квітня 2022    | Париж, Франція     | Кубок світу      | Бронза    |

## Державні нагороди
- Орден «За заслуги» III ст. (16 серпня 2021) —За досягнення високих спортивних результатів на ХХХІІ літніх Олімпійських іграх в місті Токіо (Японія), виявлені самовідданість та волю до перемоги, утвердження міжнародного авторитету України.[6]
- Орден Данила Галицького (22 січня 2021) —За значний особистий внесок у державне будівництво, зміцнення національної безпеки, соціально-економічний, науково-технічний, культурно-освітній розвиток Української держави, вагомі трудові досягнення, багаторічну сумлінну працю.[7].